# Procida Bucalossi
Procida Bucalossi, né en 1832 et mort en 1918, est un compositeur anglais.
Bucalossi est connu comme compositeur de musique légère et de divertissement. Jusqu'en 1881, il est chef d'orchestre au Prince of Wales Theatre. Pour l'éditeur de musique Chappell & Co, il effectue de nombreux arrangements de danse tirées des opérettes de Gilbert et Sullivan.
Avec Gaston Serpette, Edward Solomon et George Jacobi, il compose l'opérette Rothomago (1880). En 1882, il écrit son œuvre la plus réussie, l'opérette Les Manteaux Noirs. L'impresario Richard D'Oyly Carte apprécie tellement cette partition qu'il en obtient les droits exclusifs pour les colonies britanniques et les États-Unis l'année suivante.
Bucalossi est le père d'Ernest Bucalossi, connu sous le pseudonyme d'Ernest Elton (1863 - 1933), compositeur de la danse de caractère populaire The Grasshopper.

## Source de traduction
- (de) Cet article est partiellement ou en totalité issu de l’article de Wikipédia en allemand intitulé « Procida Bucalossi » (voir la liste des auteurs).